# Староуйгурска азбука
Староуйгурската азбука е писмена система, използвана за староуйгурския език през IX-XVIII век.
Тя е производна на согдийската азбука и от своя страна става основа на старомонголската и манджурската азбука. Запазените текстове са главно от Турфан и имат предимно религиозно съдържание – будистко, манихейско и християнско.